# Long John Silver
 Long John Silver er en fiktiv karakter og den primære antagonist i Robert Louis Stevensons roman Skatteøen (1883). Han er den mest farverige og komplekse karakter i bogen, og han fortsætter med at optræde i populærkulturen. Hans manglende ben og hans papegøje har i høj grad været med til at forme billedet af pirater i populærkulturen.
Han kender til skatten, som Skatteøen omhandler, fordi han var kvartermester for kaptajn Flint.

## I film
- Charles Ogle spillede Silver i stumfilmen Kaptajn Flints Arv fra 1920.
- Wallace Beery spillede den første talende Long John Silver i filmen fra 1934, hvor også medvirker Lionel Barrymore.
- Robert Newton blev en ikonisk Long John Silver i Disneys spillerfilm fra 1950.
- I film Long John Silver fra 1954 blev Silver igen spillet af Robert Newton, og han optrådte senere i en tv-serie.
- Anime-filmen fra 1971 afbilleder Silver som en antropomorfisk gris, der er kaptajn på sit eget piratskib. Han har en klo i stedet for at mangle et ben.
- I 1971 spillede Boris Andrejev Silver i den sovjetiske Ostrov sokrovishch.
- Orson Welles spillede Silver i spillefilmen fra 1972.
- I den animerede sovjetiske filmversion fra 1988 lagde Armen Dzhigarkhanyan stemme til Silver.
- I filmen Bøgernes herre fra 1994 lagde Jim Cummings stemme til Silver
- Tim Curry spillede Long John Silver i Disneys Muppets skatteø fra 1996.
- Jack Palance spillede Silver i filmen fra 1999 i en af sine sidste roller.
- Brian Murray lagde stemme til og afbilder en cyborg i Disney animerede sciencefiction eventyrfilm Skatteplaneten fra 2002.
- Lance Henriksen spillede Silver i Pirates of Treasure Island fra 2006.
- Tobias Moretti spillede Silver i en tysk filmudgrave af Skatteøen fra 2007 kaldet Die Schatzinsel.
- I Solo: A Star Wars Story (2018), er karakteren Tobias Beckett (spillet af Woody Harrelson) inspireret af Long John Silver.[6]